# نافع بن عقبة بن سلم الدوسي
نافع بن عقبة بن سلم بن نافع بن هلال الدوسي الأزدي
أمير البحرين والبصرة، وقد استخلفه أبوه عقبة بن سلم بن نافع بن هلال الدوسي الأزدي عليهما سنة 151هـ
وقال فيه بشار بن برد قصيدة، منها قوله :
واستمر مدة في امارة البحرين وعمان، لكن لم تذكر المصادر ما يعرفنا بمصيره بعد ذلك. وفي جمهرة أنساب العرب لابن حزم قال أنه من بني هناءة من دوس، واسم والده : عقبة بن سلم بن نافع بن هلال بن صهبان بن هراب بن عائذ بن خنزير بن أسلم بن هناءة بن مالك بن فهم بن غنم بن دوس بن عدثان بن عبد الله بن زهران بن كعب بن الحارث بن كعب بن عبد الله بن مالك بن نصر بن الأزد من أزدشنوءة، ولاه الخليفة أبو جعفر المنصور البحرين والبصرة، فأكثر القتل في ربيعة حتى كان ذلك سبب انحلال الحلف بين الأزد وربيعة، وقتله رجل من ربيعة، وقد فتك به أمام الناس في جامع البصرة.